# Plathypena erectalis
Plathypena erectalis là một loài bướm đêm trong họ Erebidae.